# Geraldine O'Rawe
Geraldine O'Rawe (nacida el 4 de marzo de 1971) es una actriz irlandesa.

## Vida y carrera
O'Rawe nació en Belfast, Irlanda del Norte. Estudió en la Webber Douglas Academy of Dramatic Art de Londres en 1989 y debutó en televisión en la serie Final Run en 1988. Regresó a los escenarios de Londres, luego apareció en un episodio de Las aventuras del joven Indiana Jones y en la película para televisión The English Wife.
Consiguió el papel de Eve Malone en la película de 1995 Círculo de amigos junto a Minnie Driver y Saffron Burrows. Siguió esto en 1996 con el papel principal en la película Mariette In Ecstasy y un papel secundario en En el nombre del hijo. Desde entonces, ha aparecido en Resurrection Man (1996), The Harpist (1999), Disco Pigs (2000), Mr In-Between (2001) y Adoration (2008).
Está casada con el director y director de fotografía canadiense Paul Sarossy.
| Año  | Título                  | Papel             | Notas |
| ---- | ----------------------- | ----------------- | ----- |
| 1995 | Circle of Friends       | Eve Malone        |       |
| 1996 | En el nombre del hijo   | Alice Quigley     |       |
| 1998 | Resurrection Man        | Heather Graham    |       |
| 1999 | The Harpist             | Rebecca Kennedy   |       |
| 2001 | Mr In-Between           | Cathy             |       |
| 2002 | Odour of Chrysanthemums |                   |       |
| 2008 | Adoration               | Carole            |       |
| 2019 | Mariette in Ecstasy     | Mariette Baptiste |       |